# Tirà reial lictor
El tirà reial lictor (Philohydor lictor) és una espècie d'ocell de la família dels tirànids (Tyrannidae) i única espècie del gènere Philohydor, si bé molts autors l'inclouen a Pitangus. Habita a prop de zones humides de la zona Neotropical, des de l'est de Panamà, pel nord i est de Colòmbia, Veneçuela, est de l'Equador i del Perú, nord i est de Bolívia i gran part del Brasil.